# آنا صوفيا برجلاند
آنا صوفيا برجلاند (بالإنجليزية: Anna Sophia Berglund)‏ هي عارضة وممثلة أمريكية، ولدت في 5 أبريل 1986 في الولايات المتحدة.

## أعمال

### أفلام
- (2009) فايرد أب

### مسلسلات
- هانا مونتانا

## وصلات خارجية
- آنا صوفيا برجلاند على موقع IMDb (الإنجليزية)
- آنا صوفيا برجلاند على موقع روتن توميتوز (الإنجليزية)
- آنا صوفيا برجلاند على موقع أول موفي (الإنجليزية)
- آنا صوفيا برجلاند على موقع قاعدة بيانات الفيلم (الإنجليزية)
- آنا صوفيا برجلاند على موقع كينوبويسك (الروسية)